# Bahnhof Brebach

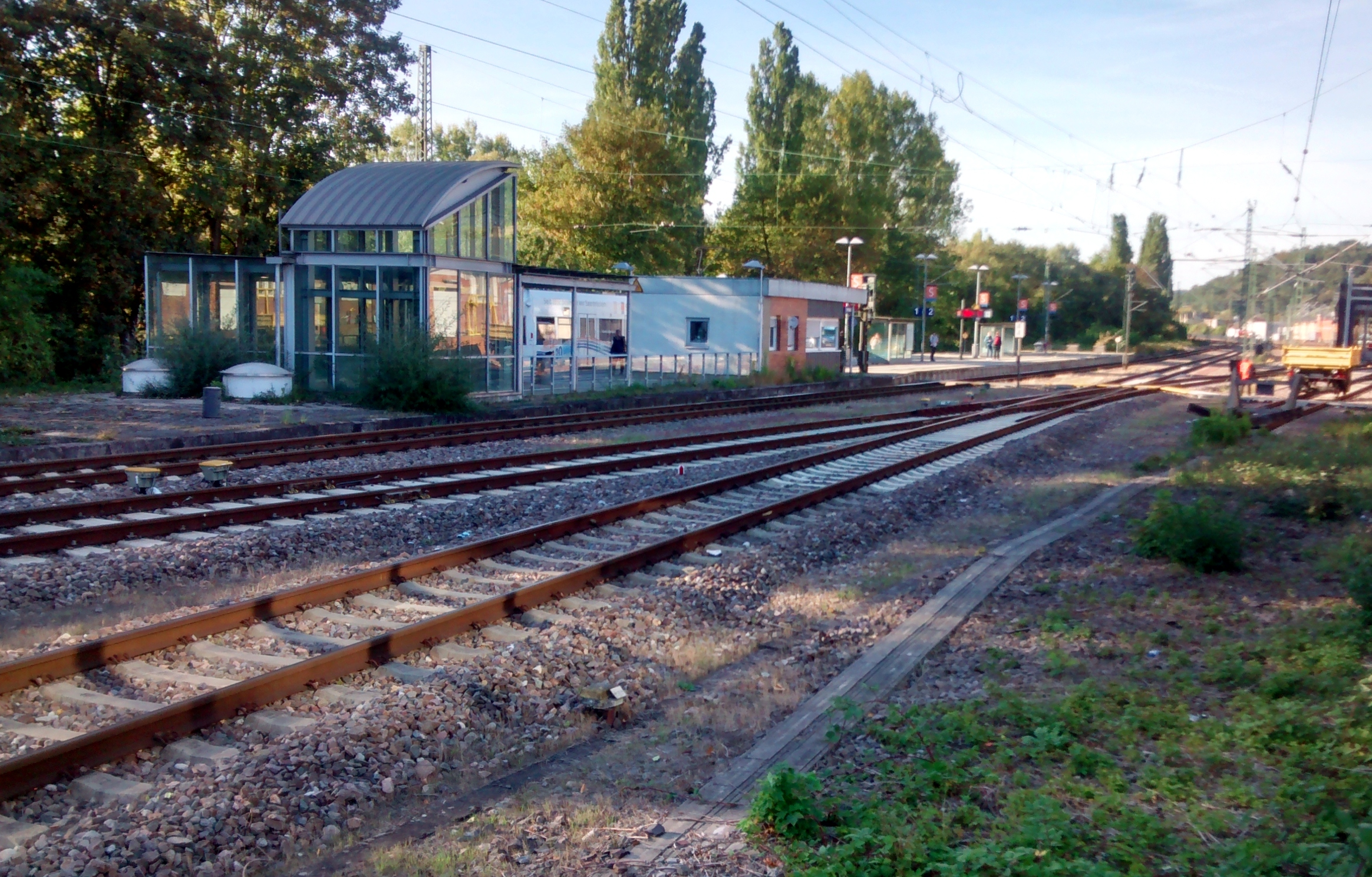

Der Bahnhof Brebach ist der Bahnhof des Saarbrücker Stadtteils Brebach-Fechingen mit anliegendem Busbahnhof. Er besitzt zwei Bahnsteiggleise, ein bahnsteigloses Gleis und zwei Zuführungsgleise zur Saarbahn-Betriebswerkstatt. Direkt auf dem Bahnsteig ist auch das Stellwerk Brebach der DB InfraGO zu finden. Der Bahnhof liegt im Gebiet des Saarländischen Verkehrsverbundes (saarVV) und wird seit 1997 ausschließlich von der Saarbahn, deren Innenstadtstrecke durch Saarbrücken hier von der Hauptstrecke Saarbrücken–Saargemünd abzweigt, bedient. Die französischen TER-Züge von Saarbrücken Hbf über Saargemünd nach Straßburg fahren ohne Halt durch den Bahnhof.

## Lage
Der Bahnhof befindet sich im äußersten Nordwesten Brebachs und grenzt an die Daarler Wiesen. Der Osthafen (u. a. mit Jacht-, Segel-, und Kanuanlage), die Diskothek Silo und die Ruinen des Römerkastells sind fußläufig erreichbar. Das übrige Ortsgebiet Brebach-Fechingens wird durch die Anschlussbusse bedient. Der Bahnhof befindet sich weiter an der Anschlussstelle der Saarbahn mit Systemtrennstelle bzw. der Eisenbahnbrücke vom Römerkastell zum Ostbahnhof.

## Geschichte
Mit Gesetz vom 9. März 1867 wurde der Bau einer Bahnstrecke von Saarbrücken nach Saargemünd beschlossen. Der notwendige Staatsvertrag zwischen Preußen und Frankreich wurde am 18. Juli 1867 unterzeichnet.
Am 20. Juni 1960 wurde als eine der ersten Strecken im Saarland der elektrische Betrieb auf der Bahnstrecke Saarbrücken–Sarreguemines vom Saarbrücker Hauptbahnhof bis hier her aufgenommen. Erst am 11. September 1981 wurde der Abschnitt Brebach–Hanweiler-Bad Rilchingen (Landesgrenze) elektrifiziert. Ab September 1983 war dann auch durchgehend elektrischer Betrieb bis Saargemünd möglich. Von nun an fuhren viertelstündlich RB-/RE-Züge nach Kleinblittersdorf bzw. halbstündlich RE-Züge nach Straßburg oder Sarralbe über Saargemünd.
1997 ging die Saarbahn in Betrieb, die auch die Strecke Saarbrücken–Sarreguemines bedient. In diesem Zusammenhang wurde der Bahnhof Saarbrücken-Brebach in Brebach umbenannt. Der verbliebene Bahnsteig ermöglichte einen barrierefreien Zugang zu den Stadtbahnen und musste nicht umgebaut werden. Ein Fahrstuhl zur Unterführung wurde eingebaut, der Busbahnhof auf sechs (später acht) Bussteige ausgebaut und ein Taxistand sowie eine Park&Ride-Anlage eingerichtet.
Ein Anschlussgleis zum Heizkraftwerk Römerbrücke, das 1991 angelegt, aber nie benutzt wurde, bestand formell bis 2011. Dann entfernte die Stadt Saarbrücken die Warnschilder am „unnützen Bahnübergang“. Faktisch waren aber bereits Teile der Anlagen so beschädigt, dass sie unbenutzbar waren. Weitere Anschlussstellen zur Halbergerhütte und über eine extra hierfür angelegte Saar-Brücke zum Unner wurde bereits zuvor stillgelegt.

## Busbahnhof

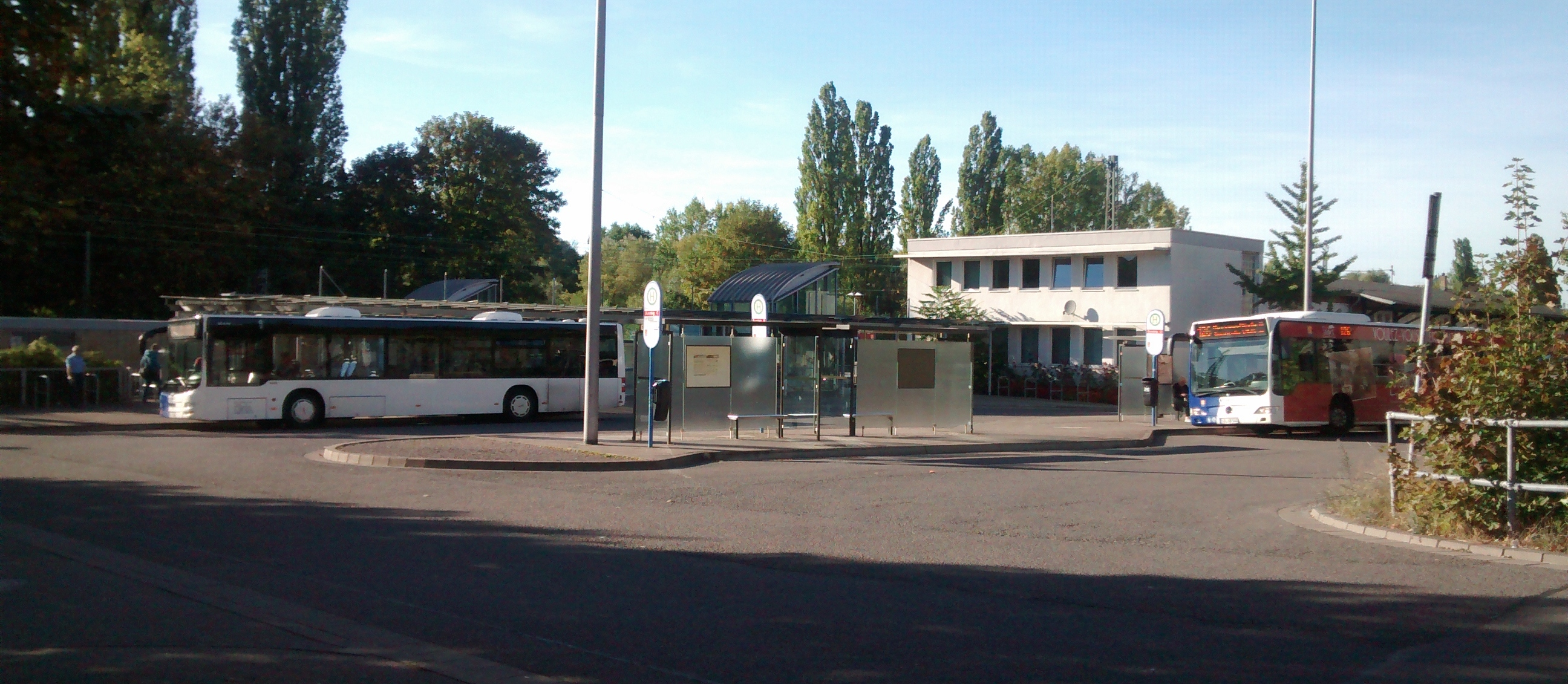
Busbahnhof

Am modernisierten Busbahnhof verkehren Busse der Saarbahn GmbH sowie auch der Schienenersatzverkehr (SEV).

### Rolle als Umsteigeknoten
Der Bahnhof Brebach fungiert als Umsteigeknoten und ist dabei vollständig auf die Saarbahn ausgerichtet. Direkte Busverbindungen in die Saarbrücker Innenstadt gibt es nicht mehr. Verbindungen mit dem Bus bestehen in die Ortsmitte Brebachs oder zu den Nachbarstadtteilen Güdingen (Linie 126, neben Saarbahn), Fechingen-Nachtweide (130), Bübingen (131, neben Saarbahn), Bischmisheim (137) Eschringen, Ensheim oder Ormesheim (120). Besonders morgens im Schülerverkehr herrscht hier reger Betrieb: innerhalb von 15 Minuten kommen 22 Busse an. Aufgrund dieser besonderen logistischen Rolle wurde in Erwägung gezogen, zu Stoßzeiten Personal der Deutschen Bahn AG einzusetzen. Nach dem Hauptbahnhof und der Johanneskirche sei der Brebacher Bahnhof bereits jetzt der am drittstärksten frequentierte Knotenpunkt Saarbrückens.

### Bussteig F / An der Rot Schanz
Die Haltestelle An der Rot Schanz / Brebach Bf F (bis 2012 Rot Schanz) wird nur noch von der Linie 146 aus Bliesransbach und von Schulbuslinien angefahren und bietet zwei zusätzliche Bussteige in der Saarbrücker Straße, die bedient werden, wenn kein Anschluss zur Saarbahn gewährleistet werden muss, da man so die Zeit einer Wendefahrt durch den eigentlichen Busbahnhof sparen kann. Schulbusse, die Anschluss an die Saarbahn gewährleisten, verkehren hingegen an den gewöhnlichen Bussteigen des Busbahnhofs.

### Bussteig S / Schienenersatzverkehr
Ist die Bedienung der Trasse (etwa wegen Betriebsstörungen bei der DB) nicht möglich, so werden Busse im Schienenersatzverkehr eingesetzt. Situationsbedingt können verschiedene Bussteige benutzt werden: Ist Brebach Start-/Endpunkt einer Sperrung, so verkehren die Busse im Schienenersatzverkehr an Bussteig S (Hausbussteig neben Bussteig A), ist Brebach selbst hingegen ebenfalls nicht befahrbar, so benutzt der Schienenersatzverkehr den Bussteig F (Haltestelle An der Rot Schanz / Brebach Bf F). Außerdem werden die üblicherweise am Brebacher Busbahnhof endenden Busfahrten der Zubringerlinien bis zum Römerkastell verlängert und der Umsteigebetrieb dort abgewickelt.

## Betriebswerkstatt der Saarbahn GmbH
Der Betriebshof der Saarbahn befindet sich direkt nördlich des Bahnhofes Brebach, so dass der Bahnhof morgens als Start- und abends als Zielbahnhof dient. Bis 2012 wurde eine DB-Lokhalle am Saarbrücker Hauptbahnhof als Wartungshalle für die Saarbahn genutzt. Man führte Voruntersuchung bezüglich deren Sanierung durch. Aus wirtschaftlichen Gründen verzichtete man jedoch darauf und kaufte stattdessen das an den Brebacher Bahnhof angrenzende Grundstück (das zuvor bereits zum Abstellen im Freien genutzt wurde) von der DB und errichtete für 10 Millionen Euro eine Neubau-Werkstatt, die 2012 nach sechs Jahren fertig gestellt wurde. Diese verfügt über sechs Arbeitsstände mit Gruben, Bühnen, einen Unterflurhebeanlage, vier Krananlagen und eine Waschanlage in einem separaten Baukörper. Sozial- wie Verwaltungstrakte sind in das aufwendig gestaltete, dreistöckige Bauwerk integriert.